# Sāmoa Tūlaʻi
Sāmoa Tūlaʻi oder The Banner of Freedom (samoanisch O Le Fuʻa o Le Saʻolotoga o Sāmoa) ist seit 1962, als Samoa seine Unabhängigkeit von Neuseeland erklärte, die Nationalhymne von Samoa. Worte und Weise stammen von Sauni Iiga Kuresa. Die Worte beziehen sich auf die Flagge Samoas.

## Samoanischer Text
Sāmoa, tūlaʻi ma sisi ia lau fuʻa, lou pale lea!
Sāmoa, tūlaʻi ma sisi ia lau fuʻa, lou pale lea!
Vaʻai ʻi nā fētū o loʻua agiagia ai:
Le faʻailoga lea o Iesu, na maliu ai mo Sāmoa.
Oi, Sāmoa e, uʻu mau lau pule ia faʻavavau.
Aua e te fefe; o le Atua lo ta faʻavae, o lo ta saʻolotoga.
Sāmoa, tūlaʻi: ʻua agiagia lau fuʻa, lou pale lea!

## Englische Übersetzung
Samoa, arise and raise your flag, your crown!
Samoa, arise and raise your flag, your crown!
Look at those stars that are waving on it:
This is the symbol of Jesus, who died on it for Samoa.
Oh, Samoa, hold fast your power forever.
Do not be afraid; God is our foundation, our freedom.
Samoa, arise: your flag is waving, your crown!

## Deutsche Übersetzung
Samoa, steh auf und erheb deine Flagge, deine Krone!
Samoa, steh auf und erheb deine Flagge, deine Krone!
Sieh dir die Sterne an, die auf ihr wehen:
Das ist das Symbol von Jesus, der darauf starb für Samoa.
Oh, Samoa, halt ewig an deiner Macht fest.
Sei nicht ängstlich; Gott ist unser Fundament, unsere Freiheit.
Samoa, steh auf: Deine Flagge weht, deine Krone!